# Дружба (Зеленоградський район)
Дружба (рос. Дружба, нім. Kirschappen) — селище Зеленоградського району, Калінінградської області Росії. Входить до складу Красноторовського сільського поселення.
Населення — 27 осіб (2015 рік).

## Населення
| 2002 | 2010 |
| ---- | ---- |
| 15   | ↗27  |